# Guerilla von Araguaia
Die Guerilla von Araguaia war eine brasilianische kommunistische Untergrundbewegung, die 1967 bis 1974 in der Region des Rio Araguaia, wo die Bundesstaaten Goiás, Pará und Maranhão gemeinsame Grenzen haben, operierte. Sie wurde am 25. Dezember 1973 weitgehend durch Einheiten der Brasilianischen Streitkräfte (Forças Armadas do Brasil)  zerschlagen, die die Guerilla offiziell als Forças Guerrilheiras do Araguaia (Foguera) bezeichnete. Der größte Anteil der ca. 65 Guerilleros fiel in Gefechten oder verschwanden. Die Leichen wurden nie gefunden. Im März 2012 wurde gegen einen der beteiligten Offiziere Anklage wegen Entführung erhoben.

## Konzept und Aktivitäten

### Militärpolitisches Konzept
Die Guerilla entstand 1967 aus Mitgliedern der Partido Comunista do Brasil (PCdoB), einer Abspaltung der Partido Comunista Brasileiro (PCB). Die Guerilla war de facto der militärische Flügel der Partei und unterstand auch ihrer Führung. Im Gegensatz zur PCB, die sich am orthodoxen Marxismus der KPdSU orientierte, plädierte die PCdoB für das Konzept des lang andauernden Volkskriegs Mao Tse-tungs. Die Fokustheorie Che Guevaras wurde als voluntaristisch abgelehnt, ebenso das Konzept der Stadtguerilla, wie es von Carlos Marighella oder dem Comando de Libertação Nacional (COLINA) vertreten wurde.
Strategisches Ziel der Guerilla war die Auslösung einer Revolution, die Etablierung einer Herrschaft nach chinesischem Vorbild und der Sturz der seit 1964 herrschenden Militärregierung. Die Guerilla bzw. PCdoB besaß daher auch keine Kontakte nach Kuba und erhielt im Gegensatz zu anderen Untergrundbewegungen in Brasilien von dort aus keine logistische Unterstützung.

### Aufbau und soziale Zusammensetzung der Guerilla

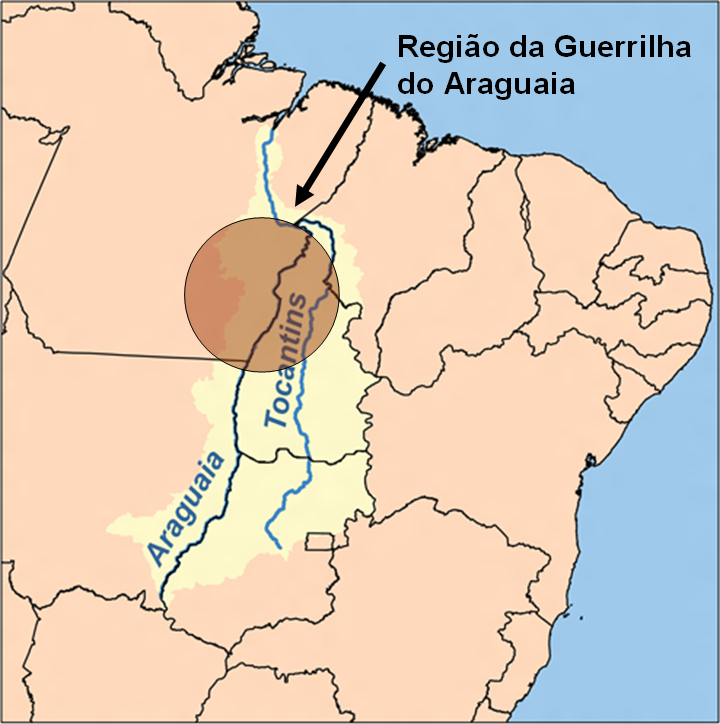
Operationsgebiet der Foguera

Die Guerilla wurde ab 1967 im geplanten Operationsgebiet konspirativ aufgebaut; sämtliche Mitglieder trugen daher Tarnnamen, um der Polizei und dem Militär ihre Identifizierung zu erschweren.
Die wichtigsten Führer waren João Amazonas (Cid bzw. Tio Cid, 1912–2002), André Grabois (Zé Carlos, 1946–1973), João Carlos Haas Sobrinho (Dr. Jaco, 1941–1972) und der frühere Boxer und Ingenieur Osvaldo Orlando da Costa (Osvaldão, 1938–1974). Die militärische Leitung der Guerilla oblag der so genannten Militärkommission (Comissão Militar = CM). Obwohl eine Minderheit, nahmen auch einige Frauen an der Bewegung teil, so Áurea Elisa Pereira (Elisa, 1950–1974), Helenira Resende de Sousa Nazareth (Preta bzw. Fátima, 1944–1972) und Walquíria Afonso Costa (Walk, 1945–1974).
Die Mitglieder der Guerilla entstammten nahezu ausschließlich dem urbanen Kleinbürgertum und Mittelstand und wurden daher von den Bewohnern der Region nach der Metropole São Paulo als Paulistas bezeichnet. Zwischen 1967/68 und 1971 gründeten sie in der Region kleine Geschäfte oder Bars oder waren als Mediziner, Fischer, Pflanzer und Transporteure tätig. Durch diese Tätigkeiten sollte Kontakt zur einheimischen Bevölkerung hergestellt und ihr Vertrauen gewonnen werden, um sie später für die Bewegung zu rekrutieren. Die Parteiführung hatte eine zweijährige Vorbereitungszeit kalkuliert, die notwendig schien, um die Grundlagen für eine ländliche Guerilla zu schaffen.
1971/72 umfasste die Bewegung gut 60 Frauen und Männer, die aus allen Regionen Brasiliens stammten. Die Guerilla operierte in drei destacamentos (Port.: Kommandos, Abteilungen). Sowohl Bewaffnung als auch Ausrüstung und Ausbildung waren im Vergleich mit Streitkräften äußerst mangelhaft; auf einen lang andauernden Einsatz im Dschungel waren die Guerilleros in keiner Weise vorbereitet.

### Das Operationsgebiet und seine Einwohnerschaft
Das Operationsgebiet bestand größtenteils aus Urwald und wurde im Norden durch die Ortschaft Marabá und im Süden durch die Dörfer São Geraldo do Araguia und Xambioá begrenzt und durch den Rio Araguaia und die Transamazônica geschnitten.
Seinerzeit war die Region kaum besiedelt. Die Bewohner arbeiteten als Kleinbauern, Holzfäller, Edelsteinsammler (Garimpeiro), Fischer und Jäger und waren überwiegend Analphabeten. Es gelang der Guerilla nicht, aus den Einwohnern Personal zu rekrutieren; lediglich gut zwei Dutzend Sympathisanten waren bereit, sie logistisch zu unterstützen oder an der Guerilla selbst teilzunehmen.

## Die Operationen der Streitkräfte

### Organisation
Sowohl die Aktivitäten der Guerilla als auch der Polizei und der Streitkräfte gelangten seinerzeit nicht an die Öffentlichkeit, da die Militärdiktatur keine Sympathien für die Guerilla erzeugen wollte und über die Pressezensur die Kontrolle über die Printmedien besaß. Bis ca. 2000 galten auch die Militärakten entweder als verschollen oder vernichtet, bis sich herausstellte, dass ein beträchtlicher Teil des militärischen Schriftverkehrs erhalten geblieben war.
Als den Sicherheitsbehörden 1971 die Existenz der Guerilla bekannt wurde, richteten die Streitkräfte eine Operationszone ein, die gut 7000 Quadratkilometer umfasste. Die militärische Führung oblag zeitweise General Olavo Viana Moog; einer der wichtigsten Einsatzleiter war der spätere General Hugo de Abreu. Die Bekämpfung der Guerilla begann 1972 und wurde nach drei größeren Operationen im Januar 1975 abgeschlossen. Dabei bedienten sich die FAB der französischen Counterinsurgency-Taktik des Revolutionären Kriegs, der im Algerienkrieg entwickelt worden war.
Federführend in der Bekämpfung der Guerilla war das Centro de Informações do Exército (CIE = Informationszentrum des Heeres), ein Nachrichtendienst des Heeres, der mit verdeckt arbeitenden Agenten im Operationsgebiet tätig war und dessen Aufgaben darin bestand, Verstecke der Guerilla aufzuspüren und Bewohner der Region als Zuträger und Führer zu gewinnen. Daran beteiligt war auch der Marine-Nachrichtendienst Centro de Informações da Marinha.
Für die direkte Bekämpfung der Guerilla wurden sowohl regionale Polizeieinheiten als auch Spezialeinheiten von Heer und Marine eingesetzt, so das Batalhao de Infanteria de Selva (Dschungel-Infanterie-Bataillon), die Forças Especiais da Brigada de Pára-quedistas (Spezialkräfte der Fallschirmjäger-Brigade) und Einheiten der Marineinfanterie (Fuzileiros da Forca de Fuzileiros da Esquadra = Schützen der Schützenkräfte der Flotte). Zusätzlich wurden diese Einheiten durch die Luftwaffe (Força Aérea Brasileira) unterstützt, die auch Hubschrauber einsetzte.

### Die Zerschlagung der Guerilla
Im September 1972 begannen die Streitkräfte gezielt gegen die Guerilla vorzugehen. Allein in diesem Monat fielen acht Guerilleros. In der zweiten Monatshälfte gelang es der Bewegung, einen Posten der Militärpolizei von Pará an der Transamazonica zu überfallen, bei dem sie einige Gewehre, Munition und Bekleidung erbeuteten. Es war der erste, wenn nicht einzige militärische Erfolg der Guerilla.
Ein Jahr später, am 7. Oktober 1973, begannen die Streitkräfte nach umfangreicher nachrichtendienstlicher Vorbereitung die Operation Marajoara. Aufgrund ihrer Recherchen hatte die CIE sehr präzise Angaben über die Stärke und Zusammensetzung der Guerilla gesammelt und schätzte die Zahl der Guerrilleros auf gut 65. Gegen sie wurden weniger als 300 Soldaten eingesetzt, davon waren allein 30 Agenten der CIE. Die Militärpolizeien von Pará und Goiás unterstützten die Operation mit Straßensperren und Wachposten.
Zu diesem Zeitpunkt war die Guerilla bereits materiell stark geschwächt; eine Reihe ihrer Mitglieder besaß nicht einmal mehr Schuhe, auch waren kaum noch Medikamente und Lebensmittel vorhanden. Innerhalb weniger Tage nach Beginn der Operation hatten die Agenten der CIE die Unterstützer der Guerilla identifiziert und „neutralisiert“, d. h. festgenommen oder gezwungen mit den Streitkräften als Spitzel zu kooperieren. Teilweise wurden ihre Häuser niedergebrannt.
Weihnachten 1973 kam es zu letzten Scharmützeln mit den gut 30 überlebenden Guerilleros. Danach hörte die Guerilla als Organisation auf zu existieren. Einzelne Flüchtlinge wurden, wie schon andere Angehörige vorher, später gefasst, gefoltert und ohne Verfahren hingerichtet. Aus Geheimhaltungsgründen wurden die Angehörigen der ermordeten Guerilleros nicht über die Lage der Gräber informiert, sie gelten bis heute als Desaparecidos.

## Juristische Aufarbeitung
Aufgrund der Amnestiegesetze, die in Brasilien nach dem Ende der Militärdiktatur 1985 verabschiedet wurden, gab es bis in die Gegenwart keine juristische Möglichkeit, die Exekutionen strafrechtlich zu ahnden. Am 6. März 2001 erklärte allerdings die Interamerikanische Kommission für Menschenrechte die Fälle für verhandlungsfähig. Nach einem jahrelangen juristischen Tauziehen wurde im März 2012 in Brasilien das erste Strafverfahren gegen einen ehemaligen Offizier der Streitkräfte eingeleitet, den damaligen Hauptmann (capitão) Sebastião Curió, der seinerzeit unter der Legende Dr. Luchini nachrichtendienstlich gegen die Guerilla operierte.

## Film
- Araguaya - A Conspiração do Silêncio (BRA 2004, Regie: Ronaldo Duque)